# Banjos
Banjos là một chi cá vây tia biển và là chi duy nhất trong họ đơn chi Banjosidae, một phần của bộ Acropomatiformes. Chúng có xuất xứ từ bờ biển phía tây Ấn Độ Dương và Đại Tây Dương của Châu Phi, và bao gồm 3 loài.

## Các loài
Chi Banjos hiện có 3 loài được công nhận:
- Banjos aculeatus Matsunuma & Motomura, 2017
- Banjos banjos (John Richardson, 1846)
- Banjos peregrinus Matsunuma & Motomura, 2017